# Wigald Boning
Wigald Boning (ur. 20 stycznia 1967 w Wildeshausen) – niemiecki aktor, kompozytor i muzyk.